# Die Addams Family 2
Die Addams Family 2 ist ein computeranimierter Kinofilm, der am 1. Oktober 2021 in die Kinos kam und ein Nachfolger der Fernsehserie The Addams Family sowie der Addams-Family-Filme von 1991, 1993 und 1998 ist. Er erzählt die Geschichte der Familie Addams auf einem Roadtrip.

## Handlung
Auf einer Wissenschaftsmesse wird Wednesday Addams ihr Experiment vorstellen, bei dem sie die DNA ihres Haustierkalmars Sokrates an Onkel Fester verwendet, um zu zeigen, wie Menschen verbessert werden können (mit dem Nebeneffekt, dass Fester schrittweise umgewandelt wird). Sie ist jedoch bestürzt, als sie die Ankunft ihrer Familie sieht. Dennoch wird ihre Arbeit vom Wissenschaftler Cyrus Strange wahrgenommen. Zurück im Haus der Addams befürchtet Gomez, dass sich die Kinder von ihm und Morticia trennen, und beschließt, mit ihnen einen Familienurlaub zu machen. Bevor sich die Familie, Fester, Thing und Lurch auf einen Roadtrip durch die Vereinigten Staaten begeben, werden Gomez und Morticia von einem Anwalt namens Mr. Mustela angesprochen, der behauptet, dass Wednesday bei der Geburt vertauscht wurde und vielleicht nicht wirklich eine Addams ist, aber sie ignorieren ihn. Unterwegs wird die Familie Addams von Mustela und dem Handlanger seines Auftraggebers Pongo verfolgt.
Die Familie will zunächst nach Salem reisen, doch Fester, der aufgrund des Experiments langsam mutiert, macht schließlich einen Umweg zu den Niagarafällen. Die Familie macht später Halt in Sleepy Hollow. Gomez und Morticia bringen Mustela und seine Behauptungen über Wednesday zur Sprache, also erzählt Fester, dass er Wednesday am Tag ihrer Geburt besuchte und im Kreißsaal mit Babys jonglierte. Dies verstärkt nur die Befürchtungen von Gomez und Morticia, dass Wednesday nicht ihr leibliches Kind sein könnte, was Wednesday belauscht.
Gomez bringt alle nach Miami, um mit Cousin Itt in Kontakt zu treten, in der Hoffnung, dass er ihnen bei ihrem aktuellen Dilemma helfen kann. Itt begleitet sie auf der Reise durch San Antonio und verlässt die Familie früh am Grand Canyon. In der Zwischenzeit fängt Wednesday Mustela allein in einer Seilfalle ein und erfährt, dass er für Cyrus arbeitet, bevor sie ihn „gehen lässt“. Cyrus lässt Wednesday glauben, dass er ihr wahrer Vater ist, und lädt sie in sein Haus in Sausalito ein. Wednesday führt einen DNA-Test an Gomez‘ Haaren durch, der offenbar beweist, dass sie nicht seine Tochter ist. Wednesday verlässt die Familie im Schlaf, aber Lurch holt sie ein. Der Rest der Addams erfährt, wohin sie geht und folgt ihrem Beispiel.
In seinem Haus zeigt Cyrus Wednesday eine Formel, die er zur Herstellung von Mensch-Tier-Hybriden entwickelt hat, ähnlich dem Experiment von Wednesday. Als der Rest der Addams-Familie auftaucht, lässt sich Wednesday überreden, bei Cyrus zu bleiben. Nachdem Pugsley herausfindet, dass Cyrus‘ Tochter Ophelia ein Schwein ist, verrät Cyrus, dass er Wednesday braucht, da ihre Formel besser war als seine. Er nimmt die Familie gefangen, um sie zu testen, aber Wednesday weigert sich, dies zu tun. Cyrus versucht, Pongo dazu zu bringen, ihr nachzulaufen, aber es stellt sich heraus, dass Lurch und Pongo sich schon einmal kannten, als sie in einer Irrenanstalt waren, und sie beschließen, die Addamses zu befreien. Cyrus kommt während des Handgemenges mit seiner Formel in Berührung und verwandelt sich in ein hybrides Huhn-Kuh-Monster. Der inzwischen völlig verrückte Arzt versucht, die Familie zu töten, wird jedoch von Fester aufgehalten, der vollständig zu einem Tintenfischmonster mutiert ist. Nach dem Kampf der beiden stürzt Cyrus von einer Klippe in den Tod. Fester wird mit Wednesdays Hilfe und einer Halskette aus dem Blut ihrer Familie, die Morticia ihr zuvor gegeben hat, wieder normalisiert.
Wednesday trifft ihre Familie wieder und sie kehren zusammen mit Pongo und Ophelia nach Hause zurück. Letztere ist nach dem Kontakt mit der Formel von Wednesday völlig menschlich geworden und verliebt sich in Pugsley. Während Wednesday wusste, dass Cyrus seine DNA-Testergebnisse gefälscht hatte, verrät Gomez Wednesday, dass er ein Toupet trägt, nachdem er bei einem Napalm-Unfall seine ursprünglichen Haare verloren hatte. Er verspricht der Familie, dass er sie das nächste Mal auf eine Weltreise mitnehmen wird.

## Synchronisation
| Rolle            | Englischer Synchronsprecher | Deutscher Synchronsprecher |
| ---------------- | --------------------------- | -------------------------- |
| Gomez Addams     | Oscar Isaac                 | Alexander Doering          |
| Morticia Addams  | Charlize Theron             | Katrin Fröhlich            |
| Wednesday Addams | Chloë Grace Moretz          | Luisa Wietzorek            |
| Pugsley Addams   | Javon Walton                | Oliver Szerkus             |
| Cyrus Strange    | Bill Hader                  | Tommy Morgenstern          |
| Grandma Addams   | Bette Midler                | Joseline Gassen            |
| Mr. Mustela      | Wallace Shawn               | Werner Böhnke              |
| Onkel Fester     | Nick Kroll                  | Michael Iwannek            |
| Ophelia          | Cherami Leigh               | Julia Bautz                |

## Veröffentlichung
Die Addams Family 2 kam am 1. Oktober 2021 in den Vereinigten Staaten in die Kinos und wurde am gleichen Tag zum Streaming freigegeben. In den Kinos wurde der Film von United Artists Releasing vertrieben. In Deutschland kam der Film am 18. November 2021 in die Kinos.

## Rezeption

### Kritiken und Einspielergebnis
Der Kritikerkonsens laut Rotten Tomatoes bewertet Die Addams Family 2 als in Ordnung, aber nicht auf eine gute Art. Von 112 Kritiken werden 28 % als positiv eingestuft bei einer durchschnittlichen Bewertung von 4,60 aus 10.
Der Film spielte weltweit rund 120 Millionen US-Dollar ein.